# Ozimops halli
Ozimops halli és una espècie de ratpenat de la família dels molòssids. És endèmic de Queensland (Austràlia). És un ratpenat de petites dimensions, amb una llargada de cap a gropa de 45-48 mm, els avantbraços de 30,6-34,2 mm, la cua de 18-25 mm i un pes de fins a 11,5 g. S'alimenta d'insectes. Com que fou descoberta fa poc, l'estat de conservació d'aquesta espècie encara no ha estat avaluat formalment.